# Stiliger fuscovittatus
Stiliger fuscovittatus is een slakkensoort uit de familie van de Limapontiidae. De wetenschappelijke naam van de soort is voor het eerst geldig gepubliceerd in 1962 door Lance.